# Cooperación transfronteriza
La cooperación transfronteriza es la colaboración entre zonas adyacentes a ambos lados de una frontera.

## Unión Europea
En la Unión Europea, como unión supranacional, las instituciones gubernamentales comunitarias y nacionales buscan un modelo europeo donde la cooperación entre regiones o municipios fronterizos entre Estados sea muy estrecha, con el objetivo que la frontera pase desapercibida para la vida de los ciudadanos de dichas regiones. Estas estructuras están compuestas generalmente por administraciones públicas (municipios, distritos, condados, comarcas, regiones) de distintos Estados que se organizan mediante comunidades de trabajo, eurorregiones o AECT (Agrupaciones Europeas de Cooperación Territorial). En el Comité de las Regiones (CdR), las entidades regionales y locales debaten y propone planes de mejora y cooperación a la Comisión Europea.